# Tadek Marek

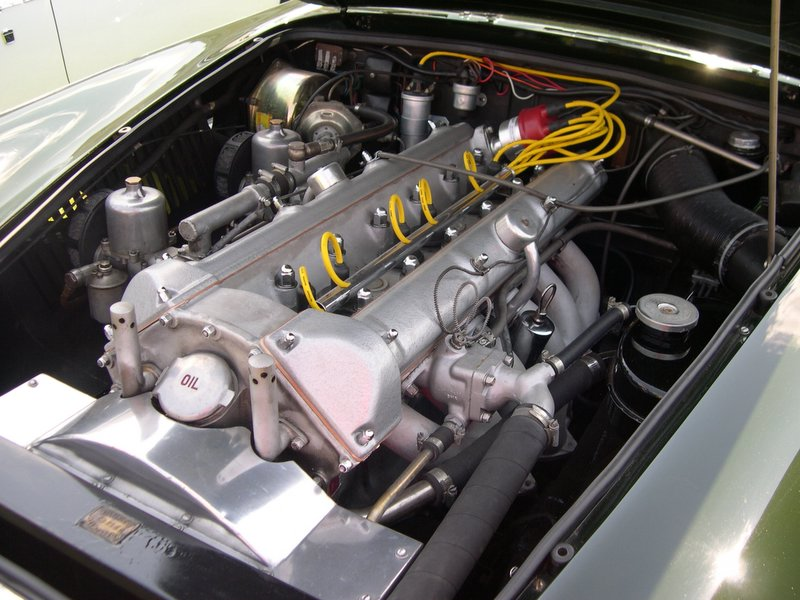
Tadek Marek designte den 3,7-Liter 6-Zylinder Motor, hier in einem Aston Martin DB4 verbaut

Tadeusz „Tadek“ Marek (* 1908 in Krakau; † 1982) war ein polnischer Automobilingenieur, der vor allem durch seine Motoren für Aston Martin bekannt war.

## Karriere
Marek wurde in Krakau geboren und studierte Ingenieurwissenschaften an der Technischen Universität Berlin, bevor er für Fiat und General Motors in Polen zu arbeiten begann. Trotz eines schweren Rennunfalls im Jahr 1928, nahm er 1937 in einem Fiat 1100, 1938 in einem Lancia Aprilia und 1939 in einem Opel Olympia an der Rallye Monte Carlo teil. In einem Chevrolet Master Sedan (4 Türer) gewann er 1939 zudem die XII. Rallye Polen, bevor er 1940 ins Vereinigte Königreich umzog, um der Polnischen Armee beizutreten. 1944 stieß er zum Entwicklungsteam der Centurion-Meteor-Motoren hinzu. Danach kehrte er nach Deutschland zurück, um für die United Nations Relief and Rehabilitation Administration zu arbeiten. Als diese Mission endete, entschloss er sich wieder nach England zu ziehen.
Im Jahr 1949 begann er für die Austin Motor Company zu arbeiten und ab 1954 dann für Aston Martin. Er ist vor allem für die Arbeit an drei Motorentypen bei Aston Martin bekannt. So entwickelte er 1956 den Sechszylinder-Reihenmotor des Aston-Martin-DBR2-Rennwagens, überarbeitete den bisherigen Reihensechszylinder von Lagonda im Jahr 1957 und entwickelte 1968 schließlich den Aston-Martin-V8-Motor. Letzterer wurde erstmals 1969 im Aston Martin DBS eingesetzt und blieb fast fünf Jahrzehnte im Motorenprogramm von Aston Martin.
Gemeinsam mit seiner Frau zog Marek 1968 nach Italien, wo er 1982 verstarb.